# Військова адміністрація (Третій Рейх)
Під час Другої світової війни Нацистська Німеччина створила під владою військових режими на окупованих територіях, які були відомі як військова адміністрація (Militärverwaltung). Вони відрізнялися від рейхскомісаріатів, на чолі яких були чиновники-нацисти. Військову адміністрацію очолював «військовий командувач» (Militärbefehlshaber, офіційний акронім MilBfh).
Військові адміністрації, створені Третім Рейхом:
- Військова адміністрація у Польщі, пізніше розділена на території, які були безпосередньо приєднано до Німеччини (округа Білосток) або до генерал-губернаторства.
- Німецька військова адміністрація в Бельгії та Північній Франції (нім. Militärverwaltung in Belgien und Nordfrankreich).
- Німецька військова адміністрація у Франції (нім. Militärverwaltung in Frankreich).
- Військова адміністрація Сербії (нім. Militärverwaltung in Serbien).
- Військова адміністрація Греції (нім. Militärverwaltung in Griechenland).